# Discografie van Thomas Rhett
De Amerikaanse zanger en songwriter Thomas Rhett heeft vier studioalbums uitgebracht, één extended play en 19 singles, waaronder twee als artiest. Zijn debuutalbum It Goes Like This debuteerde in de top 10 van de Billboard 200 in 2013 en produceerde drie nummer één singles in de Billboard Country Airplay. Rhett bracht zijn tweede album Tangled Up uit in 2015, met een piek op #6 in de Billboard 200. Vier van de vijf singles van het album bereikten #1 in de countryhitlijst, terwijl de tweede single Die a Happy Man zijn eerste crossover succes werd en de beste in in de hitlijst geplaatste single in de Billboard Hot 100. Zijn derde album Life Changes werd uitgebracht in 2017 en bevat de hitsingle Craving You. Twaalf singles van Rhett hebben ten minste een goud RIAA-certificatie ontvangen van de Recording Industry Association of America (RIAA), waarvan er zeven platina waren.
Rhett heeft ook liedjes geschreven voor andere countryartiesten en schreef geschiedenis in 2013 toen de helft van de top 10-singles op de Country Airplay-hitlijst werd geschreven door Rhett of zijn vader, Rhett Akins, inclusief de hit It Goes Like This van de zanger zelf.

## Discografie
| Titel                                                             | Details                                                           | Hoogste chartpositie | Hoogste chartpositie | Hoogste chartpositie | Hoogste chartpositie | Hoogste chartpositie | Verkoop       | Verkoopcertificeringen voor muziekopnamen |
| Titel                                                             | Details                                                           | VS Country           | VS                   | AUS                  | CAN                  | VK                   | Verkoop       | Verkoopcertificeringen voor muziekopnamen |
| ----------------------------------------------------------------- | ----------------------------------------------------------------- | -------------------- | -------------------- | -------------------- | -------------------- | -------------------- | ------------- | ----------------------------------------- |
| It Goes Like This                                                 | - Datum van uitgave: 29 oktober 2013 - Label: Big Machine Records | 2                    | 6                    | —                    | 23                   | —                    | - VS: 271,000 | - RIAA: Platina - MC: Goud                |
| Tangled Up]                                                       | - Datum van uitgave: 25 september 2015 - Label: Valory            | 2                    | 6                    | 77                   | 2                    | 80                   | - VS: 598,900 | - RIAA: 2× Platina - MC: Platina          |
| Life Changes                                                      | - Datum van uitgave: 8 september 2017 - Label: Valory             | 1                    | 1                    | 30                   | 2                    | 54                   | - VS: 319,300 | - RIAA: Platina - MC: Platina             |
| Center Point Road                                                 | - Datum van uitgave: 31 mei 2019 - Label: Valory                  | 1                    | 1                    | 24                   | 2                    | —                    | - VS: 101,600 | - RIAA: Goud - MC: Goud                   |
| "—" geeft publicaties aan die zich niet plaatsten in de hitlijst. |                                                                   |                      |                      |                      |                      |                      |               |                                           |

## Ep's
| Titel        | Details                                               | Hoogste chartpositie | Hoogste chartpositie | Hoogste chartpositie |
| Titel        | Details                                               | VS Country           | VS                   | VS Heat              |
| ------------ | ----------------------------------------------------- | -------------------- | -------------------- | -------------------- |
| Thomas Rhett | - Datum van uitgave: 28 augustus 2012 - Label: Valory | 24                   | 133                  | 3                    |

## Singles

### Als leadartiest
| Jaar                                                               | Single                                                                           | Hoogste chartpositie | Hoogste chartpositie | Hoogste chartpositie | Hoogste chartpositie | Hoogste chartpositie | Hoogste chartpositie | Verkoop         | Verkoopcertificeringen voor muziekopnamen | Album             |
| Jaar                                                               | Single                                                                           | VS Country Songs     | VS Country Airplay   | VS                   | VS Adult             | CAN Country          | CAN                  | Verkoop         | Verkoopcertificeringen voor muziekopnamen | Album             |
| ------------------------------------------------------------------ | -------------------------------------------------------------------------------- | -------------------- | -------------------- | -------------------- | -------------------- | -------------------- | -------------------- | --------------- | ----------------------------------------- | ----------------- |
| 2012                                                               | Something to Do with My Hands                                                    | 15                   | 15                   | 93                   | —                    | 22                   | 90                   |                 |                                           | It Goes Like This |
| 2012                                                               | Beer with Jesus                                                                  | 26                   | 19                   | —                    | —                    | 36                   | —                    |                 | - RIAA: Goud                              | It Goes Like This |
| 2013                                                               | It Goes Like This                                                                | 2                    | 1                    | 25                   | —                    | 4                    | 33                   | - VS: 1,287,000 | - RIAA: 3× Platina                        | It Goes Like This |
| 2013                                                               | Get Me Some of That                                                              | 4                    | 1                    | 41                   | —                    | 6                    | 49                   | - VS: 747,000   | - RIAA: 2× Platina                        | It Goes Like This |
| 2014                                                               | Make Me Wanna                                                                    | 2                    | 1                    | 43                   | —                    | 11                   | 74                   | - VS: 596,000   | - RIAA: Platina                           | It Goes Like This |
| 2015                                                               | Crash and Burn                                                                   | 2                    | 1                    | 36                   | —                    | 1                    | 47                   | - VS: 882,000   | - RIAA: 2× Platina                        | Tangled Up        |
| 2015                                                               | Die a Happy Man                                                                  | 1                    | 1                    | 21                   | 25                   | 1                    | 35                   | - VS: 1,914,000 | - RIAA: 6× Platina - MC: Platina          | Tangled Up        |
| 2016                                                               | T-Shirt                                                                          | 3                    | 1                    | 41                   | —                    | 1                    | 53                   | - VS: 529,000   | - RIAA: 2× Platina                        | Tangled Up        |
| 2016                                                               | Vacation                                                                         | 19                   | 30                   | —                    | —                    | 39                   | —                    | - VS: 284,000   | - RIAA: Platina                           | Tangled Up        |
| 2016                                                               | Star of the Show                                                                 | 4                    | 1                    | 45                   | —                    | 1                    | 77                   | - VS: 249,000   | - RIAA: Platina                           | Tangled Up        |
| 2017                                                               | Craving You (featuring Maren Morris)                                             | 3                    | 1                    | 39                   | —                    | 1                    | 61                   | - VS: 384,000   | - RIAA: Platina                           | Life Changes      |
| 2017                                                               | Unforgettable                                                                    | 4                    | 1                    | 47                   | —                    | 1                    | 51                   | - VS: 293,000   | - RIAA: 2× Platina - MC: Platina          | Life Changes      |
| 2017                                                               | Marry Me                                                                         | 2                    | 1                    | 30                   | —                    | 1                    | 45                   | - VS: 451,000   | - RIAA: 3× Platina - MC: Platina          | Life Changes      |
| 2018                                                               | Life Changes                                                                     | 6                    | 1                    | 36                   | —                    | 1                    | 62                   | - VS: 189,000   | - RIAA: Platina                           | Life Changes      |
| 2018                                                               | Sixteen                                                                          | 6                    | 1                    | 42                   | —                    | 1                    | 71                   | - VS: 108,000   | - RIAA: Platina                           | Life Changes      |
| 2019                                                               | Look What God Gave Her                                                           | 3                    | 1                    | 32                   | 15                   | 1                    | 33                   | - VS: 210,000   | - RIAA: Platina                           | Center Point Road |
| 2019                                                               | Remember You Young                                                               | 5                    | 1                    | 53                   | —                    | 1                    | 75                   | - VS: 143,000   | - RIAA: Goud                              | Center Point Road |
| 2020                                                               | Beer Can't Fix (featuring Jon Pardi)                                             | 6                    | 1                    | 36                   | —                    | 1                    | 45                   | - VS: 28,000    | - MC: Platina                             | Center Point Road |
| 2020                                                               | Be a Light (featuring Reba McEntire, Hillary Scott, Chris Tomlin en Keith Urban) | 7                    | 2                    | 42                   | —                    | 3                    | 74                   |                 |                                           | TBA               |
| 2020                                                               | What's Your Country Song                                                         | 26                   | 18                   | —                    | —                    | —                    | —                    |                 |                                           | TBA               |
| "—" geeft publicaties aan die niet hebben geplaatst in de hitlijst |                                                                                  |                      |                      |                      |                      |                      |                      |                 |                                           |                   |

### Uitgelichte artiest
| Jaar                                                             | Single                                                      | Hoogste chartpositie | Hoogste chartpositie | Hoogste chartpositie | Hoogste chartpositie | Hoogste chartpositie | Verkoop     | Verkoopcertificeringen voor muziekopnamen | Album                     |
| Jaar                                                             | Single                                                      | VS Country Songs     | VS Country Airplay   | VS                   | CAN Country          | CAN                  | Verkoop     | Verkoopcertificeringen voor muziekopnamen | Album                     |
| ---------------------------------------------------------------- | ----------------------------------------------------------- | -------------------- | -------------------- | -------------------- | -------------------- | -------------------- | ----------- | ----------------------------------------- | ------------------------- |
| 2014                                                             | Small Town Throwdown (met Brantley Gilbert en Justin Moore) | 13                   | 8                    | 67                   | 24                   | 97                   |             | - RIAA: Goud                              | Just as I Am              |
| 2018                                                             | Goodbye Summer (met Danielle Bradbery)                      | 39                   | 39                   | —                    | 49                   | —                    | - VS: 8,000 |                                           | I Don't Believe We've Met |
| "—" geeft publicaties aan die niet hebben geplaatst in de charts |                                                             |                      |                      |                      |                      |                      |             |                                           |                           |

## Andere songs

### Promotionele singles
| Jaar                                                             | Single                                                         | Hoogste chartpositie | Hoogste chartpositie | Hoogste chartpositie | Album             |
| Jaar                                                             | Single                                                         | VS Country Songs     | VS Country Airplay   | VS Bubbling          | Album             |
| ---------------------------------------------------------------- | -------------------------------------------------------------- | -------------------- | -------------------- | -------------------- | ----------------- |
| 2015                                                             | When I Was Your Man                                            | 27                   | —                    | 7                    | Non-album single  |
| 2017                                                             | Grave                                                          | 23                   | —                    | 9                    | Life Changes      |
| 2017                                                             | Sweetheart                                                     | 41                   | —                    | —                    | Life Changes      |
| 2018                                                             | Leave Right Now                                                | 38                   | —                    | —                    | Life Changes      |
| 2019                                                             | Don't Threaten Me With a Good Time (featuring Little Big Town) | —                    | —                    | —                    | Center Point Road |
| 2019                                                             | That Old Truck                                                 | 36                   | —                    | —                    | Center Point Road |
| 2019                                                             | Center Point Road (featuring Kelsea Ballerini)                 | 31                   | —                    | —                    | Center Point Road |
| 2019                                                             | Christmas in the Country                                       | 36                   | 38                   | —                    | Non-album single  |
| 2019                                                             | The Christmas Song                                             | —                    | 49                   | —                    | Non-album single  |
| "—" geeft publicaties aan die niet hebben geplaatst in de charts |                                                                |                      |                      |                      |                   |

### Andere songs in de hitlijst
| Jaar                                                                  | Single                                      | Hoogste chartpositie | Hoogste chartpositie | Hoogste chartpositie | Hoogste chartpositie | Album             |
| Jaar                                                                  | Single                                      | VS Country Songs     | VS Country Airplay   | VS Bubbling          | CAN                  | Album             |
| --------------------------------------------------------------------- | ------------------------------------------- | -------------------- | -------------------- | -------------------- | -------------------- | ----------------- |
| 2013                                                                  | Take You Home                               | 44                   | —                    | —                    | —                    | It Goes Like This |
| 2015                                                                  | Playing with Fire (featuring Jordin Sparks) | 40                   | —                    | —                    | —                    | Tangled Up        |
| 2015                                                                  | The Day You Stop Lookin' Back               | 47                   | —                    | —                    | —                    | Tangled Up        |
| 2015                                                                  | Like It's the Last Time                     | 48                   | —                    | —                    | —                    | Tangled Up        |
| 2017                                                                  | Drink a Little Beer (featuring Rhett Akins) | 42                   | 51                   | —                    | —                    | Life Changes      |
| 2017                                                                  | When You Look Like That                     | 49                   | —                    | —                    | —                    | Life Changes      |
| 2019                                                                  | Notice                                      | 21                   | —                    | 14                   | —                    | Center Point Road |
| 2019                                                                  | Blessed                                     | 39                   | —                    | —                    | —                    | Center Point Road |
| 2020                                                                  | On Me (met Kane Brown featuring Ava Max)    | —                    | —                    | —                    | 91                   | Scoob! The Album  |
| "—" geeft publicaties aan die zich niet hebben geplaatst in de charts |                                             |                      |                      |                      |                      |                   |

### Andere optredens
| Jaar | Single                                    | Artiest                      | Hoogste chartpositie | Hoogste chartpositie | Hoogste chartpositie | Album                                              |
| Jaar | Single                                    | Artiest                      | CAN                  | VS Christ            | VS                   | Album                                              |
| ---- | ----------------------------------------- | ---------------------------- | -------------------- | -------------------- | -------------------- | -------------------------------------------------- |
| 2019 | My Maria                                  | Brooks & Dunn                | —                    | —                    | —                    | Reboot                                             |
| 2020 | Dance With Me (met Young Thug)            | Diplo presents Thomas Wesley | 58                   | —                    | —                    | Diplo Presents Thomas Wesley, Chapter 1: Snake Oil |
| 2020 | Thank You Lord (met Florida Georgia Line) | Chris Tomlin                 | —                    | 11                   | 10                   | Chris Tomlin & Friends                             |
| 2020 | God Who Listens                           | Chris Tomlin                 | —                    | 43                   | —                    | Chris Tomlin & Friends                             |

## Muziekvideo's
| Jaar | Video                                                       | Regisseur      |
| ---- | ----------------------------------------------------------- | -------------- |
| 2012 | Something to Do with My Hands                               | Justin Key     |
| 2012 | Something to Do with My Hands (version 2)                   | Peter Zavadil  |
| 2012 | Beer with Jesus                                             | Peter Zavadil  |
| 2013 | It Goes Like This                                           | TK McKamy      |
| 2013 | Get Me Some of That                                         | TK McKamy      |
| 2014 | Small Town Throwdown (met Brantley Gilbert en Justin Moore) | Shane Drake    |
| 2014 | Make Me Wanna                                               | TK McKamy      |
| 2015 | When I Was Your Man                                         |                |
| 2015 | Crash and Burn                                              | TK McKamy      |
| 2015 | ie a Happy Man                                              | TK McKamy      |
| 2016 | T-Shirt                                                     | Blake Judd     |
| 2016 | Vacation                                                    | TK McKamy      |
| 2016 | Star of the Show                                            | TK McKamy      |
| 2017 | American Spirit                                             | TK McKamy      |
| 2017 | Craving You (met Maren Morris)                              | TK McKamy      |
| 2017 | Unforgettable (live at CMA Awards)                          | Paul Miller    |
| 2017 | Marry Me                                                    | TK McKamy      |
| 2018 | Leave Right Now                                             | Justin Clough  |
| 2018 | Goodbye Summer (met Danielle Bradbery)                      | Shaun Silva    |
| 2018 | Life Changes                                                | Michael Monaco |
| 2019 | Look What God Gave Her                                      | TK McKamy      |
| 2019 | Remember You Young                                          | TK McKamy      |
| 2020 | Beer Can't Fix (met Jon Pardi)                              | Shaun Silva    |